# Michal Hubník
Michal Hubník, né le 1er juin 1983 à Vsetín (alors ville de Tchécoslovaquie), est un footballeur international tchèque. Il occupe le poste d'attaquant. 
Il est le frère de Roman Hubník, footballeur international tchèque également.

## Biographie
Lors de la saison 2010-2011, Michal Hubník s'illustre en inscrivant douze buts après dix-sept journées. Meilleur buteur du championnat tchèque, il est logiquement appelé en équipe nationale et fait ses débuts le 17 novembre 2010 contre le Danemark. Quelques mois plus tard, toujours lors de la trêve hivernale, il joue son deuxième match face à la Croatie.

### Passe la frontière et part en Pologne
Le 18 février 2011, Hubník s'engage avec le Legia Varsovie, club polonais de première division. Le type du transfert est annoncé différemment par les deux clubs, la presse et les dirigeants du club tchèque parlant d'un prêt de six mois et ceux du Legia évoquant à tort un transfert « sec » portant sur une durée de deux ans et demi et assorti d'une option de prolongation d'une année. Hubník arrive dans le but de remplacer Takesure Chinyama, blessé depuis plusieurs mois. Lors de ses débuts, le 25 contre le Cracovia, il se crée une multitude d'occasions et parvient à égaliser à l'heure de jeu. Régulièrement utilisé par Maciej Skorża, son entraîneur, le Tchèque n'est pas aussi efficace qu'en début de saison avec le Sigma Olomouc, mais ne souffre pas de la concurrence étant donné que seul le jeune Michał Kucharczyk est opérationnel en attaque.
En juin 2011, son prêt est reconduit pour une saison supplémentaire. Mais plusieurs grosses blessures ainsi qu'une concurrence plus forte font que le Tchèque ne joue quasiment plus lors de la saison 2011-2012 (seulement deux matches en championnat). Logiquement, à l'été 2012, le Legia choisit de ne pas le conserver.

### De retour chez lui
De retour à Olomouc, qui vient de remporter le premier titre de son histoire (une Coupe de Tchéquie), Michal Hubník joue une quinzaine de matches en première division et gagne la Supercoupe aux dépens du Slovan Liberec.
En janvier 2013, il signe un contrat avec le FK Jablonec, qui joue les premiers rôles en cette saison 2012-2013.

## Palmarès
- Vainqueur de la Coupe de Pologne : 2011
- Vainqueur de la Supercoupe de Tchéquie : 2012
- Vainqueur de la Coupe de Tchéquie : 2013